# Yang Hee-eun
Yang Hee-eun (양희은?, 楊姬銀?, Yang Hui-eunLR, Yang Hŭi-ŭnMR; Seul, 13 agosto 1952) è una cantante e conduttrice radiofonica sudcoreana.

## Biografia
Nata il 13 agosto 1952 a Seul, ha una sorella minore, l'attrice Yang Hee-kyung.
Si avvicina alla musica durante i primi mesi di vita, partecipando ai cori scolastici a partire dalle elementari. Durante l'ultimo anno di studi superiori viene assunta come cantante al club Tree Frog di Myeong-dong, dove conosce il compositore Kim Min-ki, dal quale riceve la canzone Morning Dew per il suo album di debutto; intanto entra alla facoltà di storia dell'università Seogang. Nel settembre 1971 dà alle stampe il suo primo disco, ottenendo un immediato successo con Morning Dew; tuttavia, con il trascorrere degli anni, la canzone assume un significato politico, venendo usata dai movimenti a favore della democrazia, ed è perciò bandita dalle radio nel 1974 insieme ad altri pezzi di Yang che, secondo il governo, promuovevano il nichilismo. Vista la proibizione delle sue opere, inizia a lavorare come conduttrice radiofonica.

## Eredità
Durante un viaggio in Spagna e Portogallo negli anni Ottanta venne in contatto con la musica di Mercedes Sosa e il movimento Nueva canción, e li introdusse in Corea del Sud grazie al suo lavoro di DJ radiofonica. Vent'anni dopo le due cantanti decisero di incontrarsi ed esibirsi insieme a Los Angeles, ma non fu possibile a causa del peggioramento delle condizioni di salute di Sosa.
Grazie alla popolarità di canzoni quali Morning Dew e Small Pond tra gli studenti universitari che partecipavano al movimento di democratizzazione, è stata riconosciuta come una cantante attivista; in proposito ha dichiarato che "non sono mai stata un'attivista, e i tempi bui hanno solo reso le canzoni che cantavo buie". Nel 2023 la rivista musicale IZM l'ha inserita in 19ª posizione nella classifica dei cantanti sudcoreani più grandi di sempre, reputandola capace di "trasmettere lo scorrere il tempo e le emozioni che vanno alla deriva con più forza di chiunque altro" grazie a un "tono chiaro, bello, fiabesco [che] non l'ha solo affermata come voce simbolo di un'era, ma [che] continua anche a commuovere il cuore del pubblico".
Nel 2009 è stata insignita dell'Ordine al merito culturale di seconda classe.

## Riconoscimenti
- Golden Disc Award
  - 2003 – Achievement Award[8]
- MBC Entertainment Award
  - 2011 – Top Excellence Award - Radio[9]
  - 2019 – Top Excellence Award - Radio per Yeoseong sidae[10]
- Korean Music Award
  - 2019 – Achievement Award[4]